# Кузнецов, Семён Андриянович
Семён Андрия́нович Кузнецо́в (1923 год, село Старый Олов Чернышевской волости Забайкальской губернии — ум.в 1944, вероятно 25 сентября, хутор Лубениц, Варшавское воеводство, Польша) — участник и герой Великой Отечественной войны, полный кавалер ордена Славы.

## Биография
Родословная Героя шла от Забайкальских казаков. Семён Кузнецов родился в Забайкалье в семье казака крестьянина Андреяна Ниловича и Екатерины Елизаровны Кузнецовых на следующий год после того, как из их волости были выбиты белогвардейцы-каппелевцы (рыскавшие по просторам тайги Дальне-Восточной республики) и установилась советская власть.
Массовые сталинские репрессии в Сибири 1928—1934 годов не обошли стороной Кузнецовых. В 1933-м (Семёну исполнилось 10 лет) по надуманному обвинению 12-го декабря 1933 года семью Андрияна Кузнецова лишили всего имущества и выслали на спецпоселение в Нарымский край. В ссылке глава семьи умер, семья выживала тяжело. Тем не менее Семён закончил 7 классов неполной средней школы и работал в колхозе в посёлке Чернышевка Бакчарского района Нарымского округа в то время Новосибирской области. После начала Великой Отечественной войны неоднократно просился добровольцем на фронт. Но спецпереселенцам (даже членам ВЛКСМ) призыв рядовыми в РККА разрешён был только в начале 1942.
В мае 1942 года (возраст около 19 лет), Бакчарским райвоенкоматом Семён Кузнецов был призван в ряды Красной Армии. В действующей армии на фронте — с мая 1942.
Нет информации о местах и воинских частях, где служил С. А. Кузнецов в 1942—1944. В официальных источниках даётся только информация, когда в 1944 году Семён совершил подвиг, за который его впервые наградили солдатским орденом Славы. Известно, что за время службы боец-разведчик Семён Кузнецов неоднократно отличился в боях с фашистскими захватчиками, проявил личное мужество, находчивость, смекалку. Награждён медалями и орденами за героизм. Участвовал в освобождении территорий РСФСР, Белорусской ССР, Польши.
Согласно боевому сообщению о потерях разведчиков части в период с 20-го сентября по 10-е октября 1944 года указывалось, что он пропал без вести 25-го сентября 1944 года в условиях боёв в районе хутора Лубеница Варшавского воеводства (ныне — Мазовецкое воеводство), Польша.
Русский, в 1944 — член ВКП(б).

## Подвиги
- Разведчик 77-й отдельной разведывательной роты (15-я стрелковая дивизия, 61-я армия, 1-й Белорусский фронт) рядовой Семён Кузнецов в ночь на 6-е марта 1944 года участвовал в составе разведгруппы захвата у села Павловка (35 км северо-западнее города Калинковичи Гомельской области) в нападении на колонну противника. Огнём из автомата уничтожил около 10 солдат врага, а одного, при помощи товарища, взял в плен. Группа без потерь вернулась в часть, где пленный дал ценные сведения. 12 марта 1944 года награждён орденом Славы III-й степени.
- В ночь на 22-е мая 1944 года, находясь в поиске северо-восточнее населённого пункта Белый Берег (ныне Калинковичский район Гомельской области), разведчик той же дивизии, но уже переподчинённой 65-й армии 1-го Белорусского фронта) рядовой С. Кузнецов напал на вражеского часового, разоружил его и передал напарнику, а сам стал прикрывать огнём его отход. Был ранен в этом бою, но благополучно вернулся в часть. 12 июня 1944 года награждён орденом Славы II-й степени.
- 25-го июня 1944 года группа разведчиков, в составе которой был и командир отделения, сержант Семён Кузнецов, у села Секеричи (34 километра южнее белорусского города Бобруйск) наткнулась на засаду вражеских автоматчиков и приняла неравный бой. Сержант Кузнецов первым сблизился с противником и забросал гранатами вражеский пулемёт, уничтожил до 10 солдат, взял в этом бою в плен немецкого офицера. Гитлеровцы, не ожидавшие такого натиска, отступили. 16 июля 1944 года в городе Беловеж (уже на территории Польши) Семён Кузнецов подобрался сзади к вражескому автоматчику и, обезоружив его, захватил в плен. 19-го июля 1944 года на подступах к населённому пункту Ганновка (75 километров юго-западнее города Белосток, Польша) сержант Кузнецов с группой разведчиков разоружил группу вражеских солдат во главе с их офицером. Был представлен к награждению орденом и Указом Президиума Верховного Совета СССР от 24 марта 1945 года награждён орденом Славы I-й степени (посмертно). Нет данных о вручении этой награды маме героя, проживавшей тогда в посёлке Чернышевка Бакчарского района Томской области, награда не вручена[11].

Получив в боях 3 звезды солдатской Славы, Семён Андриянович Кузнецов стал солдатом-героем, полным Кавалером Ордена.
- Также за героизм, проявленный в боях в 1944 году, С. Кузнецов был награждён орденом Красной Звезды.

## Награды
- 3 ордена Славы: III-й степени (12.03.1944), II-й степени (12.06.1944), I-й степени (24.03.1945),
- Орден Красной Звезды
- медали

## Память
- Имя Семёна Андрияновича Кузнецова представлено на Памятной стеле томичей-героев на аллее Боевой славы томичей в Лагерном саду города Томска. О других почестях герою или его семье — не известно. Нет информации о реабилитации семьи после сталинских репрессий, нет данных о памяти по солдату в Забайкалье и в других территориях экс-СССР.